# Lista WNBA All-Stars
Mecz Gwiazd WNBA jest corocznym spotkaniem towarzyskim, rozgrywanym między drużynami konferencji wschodniej oraz zachodniej WNBA. Każdy skład tworzy jedenaście zawodniczek, pięć w składzie podstawowym i sześć rezerwowych. Zawodniczki składu podstawowego są wybierane na podstawie głosowania internetowego fanów na oficjalnej stronie ligi WNBA.com. Liderki głosowania na każdej pozycji dostają się do składu wyjściowego. Zawodniczki rezerwowe są wybierane poprzez głosowanie wszystkich trenerów ligi. Trenerzy nie mogą głosować na zawodniczki z klubu, który prowadzą na co dzień. W 2013 trenerzy mogli wybrać dwie zawodniczki występujące na pozycjach obronnych, dwie skrzydłowe, jedną środkową i dwie bez względu na pozycję. Od 2014 pozycje skrzydłowej i środkowej zostały połączone w jedna kategorię - frontcourt. Trenerzy mogą głosować na dwie zawodniczki z pozycji obronnych, trzy  frontcourtu oraz jedną niezależnie od pozycji. Jeśli zawodniczka nie może wystąpić w spotkaniu z powodu kontuzji, czy choroby, zostaje wybrana zmienniczka.

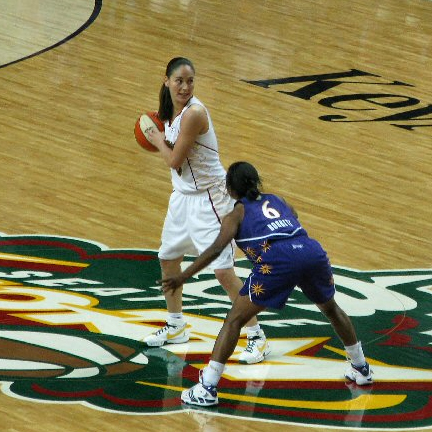
Sue Bird w ataku

Pięciokrotnie nie rozegrano meczu gwiazd:
- w 2004 rozegrano mecz The Game at Radio City między gwiazdami WNBA, a kadrą Stanów Zjednoczonych z powodu igrzysk olimpijskich.
- W 2008 mecz gwiazd nie został rozegrany z powodu igrzysk olimpijskich.
- W 2010 rozegrano spotkanie Stars at the Sun między drużyną gwiazd WNBA, a kadrą USA. Mimo iż nie był to rok olimpijski tradycyjny mecz został odwołany z powodu mistrzostw świata.
- W 2012 mecz gwiazd nie odbył się ze względu na igrzyska olimpijskie.
- W 2016 mecz gwiazd nie odbył się ze względu na igrzyska olimpijskie.

Poniższa lista WNBA All-Stars uwzględnia zawodniczki, które zostały wybrane do udziału w meczu gwiazd co najmniej raz w swojej karierze. Zawiera informacje o wyborach do udziału w meczu gwiazd, nie tylko o samych występach. Sue Bird dzierży rekordy w liczbie nominacji (11), rozegranych spotkań (10) oraz wyborów do składu podstawowego (7). 
| # | oznacza liczbę kolejnych występów tej samej zawodniczki w meczu gwiazd |
|   | oznacza zawodniczkę, wybraną do Koszykarskiej Galerii Sław             |

Stan na 26 sierpnia 2019.
| Zawodniczka             | Kraj                          | #  | Wybory                                                 | Adnotacje                          |
| ----------------------- | ----------------------------- | -- | ------------------------------------------------------ | ---------------------------------- |
| Sue Bird                | Stany Zjednoczone             | 11 | 2002–2003, 2005–2007, 2009, 2011, 2014–2015, 2017–2018 | Opuściła edycję 2007.              |
| Tamika Catchings        | Stany Zjednoczone             | 10 | 2002–2003, 2005–2007, 2009, 2011, 2013–2015            | Opuściła edycję 2006.              |
| Tina Thompson           | Stany Zjednoczone             | 9  | 1999–2003, 2006–2007, 2009, 2013                       | Opuściła edycje 2003 i 2006.       |
| Diana Taurasi           | Stany Zjednoczone             | 9  | 2005–2007, 2009, 2011, 2013–2014, 2017–2018            |                                    |
| Lisa Leslie             | Stany Zjednoczone             | 8  | 1999–2003, 2005–2006, 2009                             | Opuściła edycję 2009.              |
| Seimone Augustus        | Stany Zjednoczone             | 8  | 2006–2007, 2011, 2013–2015, 2017–2018                  | Opuściła edycje 2014 i 2015.       |
| Nykesha Sales           | Stany Zjednoczone             | 7  | 1999–2003, 2005–2006                                   | Opuściła edycję 2006.              |
| Yolanda Griffith        | Stany Zjednoczone             | 7  | 1999–2001, 2003, 2005–2007                             |                                    |
| Lauren Jackson          | Australia                     | 7  | 2001–2003, 2005–2007, 2009                             |                                    |
| Katie Smith             | Stany Zjednoczone             | 7  | 2000–2003, 2005–2006, 2009                             |                                    |
| Cappie Pondexter        | Stany Zjednoczone             | 7  | 2006–2007, 2009, 2011, 2013–2015                       |                                    |
| Candice Dupree          | Stany Zjednoczone             | 7  | 2006–2007, 2009, 2014–2015, 2019                       |                                    |
| Tina Charles            | Stany Zjednoczone             | 7  | 2011, 2013–2015, 2017–2019                             |                                    |
| Chamique Holdsclaw      | Stany Zjednoczone             | 6  | 1999–2003, 2005                                        | Opuściła edycję 2002.              |
| Sheryl Swoopes          | Stany Zjednoczone             | 6  | 1999–2000, 2002–2003, 2005–2006                        |                                    |
| Taj McWilliams-Franklin | Stany Zjednoczone             | 6  | 1999–2001, 2005–2007                                   |                                    |
| Becky Hammon            | Rosja                         | 6  | 2003, 2005–2007, 2009, 2011                            | Opuściła edycje 2003 i 2006.       |
| Sylvia Fowles           | Stany Zjednoczone             | 6  | 2009, 2011, 2013, 2017–2019                            |                                    |
| Maya Moore              | Stany Zjednoczone             | 6  | 2011, 2013–2015, 2017–2018                             |                                    |
| Elena Delle Donne       | Stany Zjednoczone             | 6  | 2013–2015, 2017–2019                                   | Opuściła edycje 2013, 2014 i 2017. |
| Brittney Griner         | Stany Zjednoczone             | 6  | 2013–2015, 2017–2019                                   | Opuściła edycje 2013 i 2017.       |
| Nneka Ogwumike          | Stany Zjednoczone             | 6  | 2013–2015, 2017–2019                                   | Opuściła edycję 2018.              |
| Teresa Weatherspoon     | Stany Zjednoczone             | 5  | 1999–2003                                              |                                    |
| Dawn Staley             | Stany Zjednoczone             | 5  | 2001–2003, 2005–2006                                   |                                    |
| Katie Douglas           | Stany Zjednoczone             | 5  | 2006–2007, 2009, 2011, 2014                            |                                    |
| Lindsay Whalen          | Stany Zjednoczone             | 5  | 2006, 2011, 2013–2015                                  | Opuściła edycję 2015.              |
| Rebekkah Brunson        | Stany Zjednoczone             | 5  | 2007, 2011, 2013, 2017–2018                            | Opuściła edycję 2007.              |
| Candace Parker          | Stany Zjednoczone             | 5  | 2011, 2013–2014, 2017–2018                             | Opuściła edycję 2011.              |
| Angel McCoughtry        | Stany Zjednoczone             | 5  | 2011, 2013–2015, 2018                                  |                                    |
| Ticha Penicheiro        | Portugalia                    | 4  | 1999–2002                                              |                                    |
| Shannon Johnson         | Stany Zjednoczone             | 4  | 1999–2000, 2002–2003                                   |                                    |
| Tari Phillips           | Stany Zjednoczone             | 4  | 2000–2003                                              |                                    |
| Natalie Williams        | Stany Zjednoczone             | 4  | 1999–2001, 2003                                        | Opuściła edycję 2001.              |
| Cheryl Ford             | Stany Zjednoczone             | 4  | 2003, 2005–2007                                        |                                    |
| Deanna Nolan            | Rosja                         | 4  | 2003, 2005–2007                                        |                                    |
| Alana Beard             | Stany Zjednoczone             | 4  | 2005–2007, 2009                                        |                                    |
| Swin Cash               | Stany Zjednoczone             | 4  | 2003, 2005, 2009, 2011                                 |                                    |
| Skylar Diggins-Smith    | Stany Zjednoczone             | 4  | 2014–2015, 2017–2018                                   | Opuściła edycję 2015.              |
| Merlakia Jones          | Stany Zjednoczone             | 3  | 1999–2001                                              |                                    |
| Nikki McCray            | Stany Zjednoczone             | 3  | 1999–2001                                              |                                    |
| Andrea Stinson          | Stany Zjednoczone             | 3  | 2000–2002                                              |                                    |
| Cynthia Cooper          | Stany Zjednoczone             | 3  | 1999–2000, 2003                                        | Opuściła edycje 2000 i 2003.       |
| Tamecka Dixon           | Stany Zjednoczone             | 3  | 2001–2003                                              |                                    |
| Marie Ferdinand         | Stany Zjednoczone             | 3  | 2002–2003, 2005                                        |                                    |
| Sophia Young            | Saint Vincent i Grenadyny     | 3  | 2006–2007, 2009                                        |                                    |
| Penny Taylor            | Australia                     | 3  | 2002, 2007, 2011                                       |                                    |
| Érika de Souza          | Brazylia                      | 3  | 2009, 2013–2014                                        |                                    |
| Danielle Robinson       | Stany Zjednoczone             | 3  | 2013–2015                                              |                                    |
| Elizabeth Cambage       | Australia                     | 3  | 2011, 2018, 2019                                       |                                    |
| Kristi Toliver          | Słowacja                      | 3  | 2013, 2018, 2019                                       |                                    |
| DeWanna Bonner          | Stany Zjednoczone             | 3  | 2015, 2018, 2019                                       |                                    |
| Kayla McBride           | Stany Zjednoczone             | 3  | 2015, 2018, 2019                                       |                                    |
| Chelsea Gray            | Stany Zjednoczone             | 3  | 2017–2019                                              |                                    |
| Allie Quigley           | Węgry                         | 3  | 2017–2019                                              |                                    |
| Ruthie Bolton           | Stany Zjednoczone             | 2  | 1999, 2001                                             |                                    |
| Vickie Johnson          | Stany Zjednoczone             | 2  | 1999, 2001                                             |                                    |
| Mwadi Mabika            | Demokratyczna Republika Konga | 2  | 2000, 2002                                             |                                    |
| Margo Dydek             | Polska                        | 2  | 2003, 2006                                             |                                    |
| Michelle Snow           | Stany Zjednoczone             | 2  | 2005–2006                                              |                                    |
| DeLisha Milton-Jones    | Stany Zjednoczone             | 2  | 2000, 2007                                             |                                    |
| Tammy Sutton-Brown      | Kanada                        | 2  | 2002, 007                                              |                                    |
| Asjha Jones             | Stany Zjednoczone             | 2  | 2007, 2009                                             |                                    |
| Crystal Langhorne       | Stany Zjednoczone             | 2  | 2011, 2013                                             |                                    |
| Epiphanny Prince        | Rosja                         | 2  | 2011, 2013                                             |                                    |
| Courtney Vandersloot    | Węgry                         | 2  | 2011, 2019                                             |                                    |
| Glory Johnson           | Czarnogóra                    | 2  | 2013–2014                                              |                                    |
| Ivory Latta             | Stany Zjednoczone             | 2  | 2013–2014                                              |                                    |
| Shoni Schimmel          | Stany Zjednoczone             | 2  | 2014–2015                                              |                                    |
| Stefanie Dolson         | Stany Zjednoczone             | 2  | 2015, 2017                                             |                                    |
| Chiney Ogwumike         | Stany Zjednoczone             | 2  | 2014, 2018                                             |                                    |
| Breanna Stewart         | Stany Zjednoczone             | 2  | 2017–2018                                              |                                    |
| Jonquel Jones           | Bahamy                        | 2  | 2017, 2019                                             |                                    |
| Alyssa Thomas           | Stany Zjednoczone             | 2  | 2017, 2019                                             |                                    |
| Jewell Loyd             | Stany Zjednoczone             | 2  | 2018, 2019                                             |                                    |
| A'ja Wilson             | Stany Zjednoczone             | 2  | 2018, 2019                                             | Opuściła edycję 2019.              |
| Sandy Brondello         | Australia                     | 1  | 1999                                                   |                                    |
| Vicky Bullett           | Stany Zjednoczone             | 1  | 1999                                                   |                                    |
| Tonya Edwards           | Stany Zjednoczone             | 1  | 1999                                                   |                                    |
| Jennifer Gillom         | Stany Zjednoczone             | 1  | 1999                                                   |                                    |
| Kym Hampton             | Stany Zjednoczone             | 1  | 1999                                                   |                                    |
| Rebecca Lobo            | Stany Zjednoczone             | 1  | 1999                                                   |                                    |
| Michele Timms           | Australia                     | 1  | 1999                                                   |                                    |
| Betty Lennox            | Stany Zjednoczone             | 1  | 2000                                                   |                                    |
| Wendy Palmer            | Stany Zjednoczone             | 1  | 2000                                                   |                                    |
| Brandy Reed             | Stany Zjednoczone             | 1  | 2000                                                   |                                    |
| Sue Wicks               | Stany Zjednoczone             | 1  | 2000                                                   |                                    |
| Janeth Arcain           | Brazylia                      | 1  | 2001                                                   |                                    |
| Jelena Baranowa         | Rosja                         | 1  | 2001                                                   |                                    |
| Chasity Melvin          | Stany Zjednoczone             | 1  | 2001                                                   | Opuściła edycję 2001.              |
| Jackie Stiles           | Stany Zjednoczone             | 1  | 2001                                                   |                                    |
| Rita Williams           | Stany Zjednoczone             | 1  | 2001                                                   |                                    |
| Stacey Dales            | Kanada                        | 1  | 2002                                                   |                                    |
| Adrienne Goodson        | Stany Zjednoczone             | 1  | 2002                                                   |                                    |
| Sheri Sam               | Stany Zjednoczone             | 1  | 2002                                                   |                                    |
| Nikki Teasley           | Stany Zjednoczone             | 1  | 2003                                                   |                                    |
| Adrian Williams         | Stany Zjednoczone             | 1  | 2003                                                   |                                    |
| Ruth Riley              | Stany Zjednoczone             | 1  | 2005                                                   |                                    |
| Ann Wauters             | Belgia                        | 1  | 2005                                                   |                                    |
| DeMya Walker            | Stany Zjednoczone             | 1  | 2005                                                   |                                    |
| Tangela Smith           | Stany Zjednoczone             | 1  | 2006                                                   |                                    |
| Tamika Whitmore         | Stany Zjednoczone             | 1  | 2006                                                   |                                    |
| Kara Braxton            | Stany Zjednoczone             | 1  | 2007                                                   |                                    |
| Anna DeForge            | Stany Zjednoczone             | 1  | 2007                                                   |                                    |
| Kara Lawson             | Stany Zjednoczone             | 1  | 2007                                                   |                                    |
| Nicky Anosike           | Stany Zjednoczone             | 1  | 2009                                                   |                                    |
| Shameka Christon        | Stany Zjednoczone             | 1  | 2009                                                   |                                    |
| Charde Houston          | Stany Zjednoczone             | 1  | 2009                                                   |                                    |
| Sancho Lyttle           | Hiszpania                     | 1  | 2009                                                   |                                    |
| Jia Perkins             | Stany Zjednoczone             | 1  | 2009                                                   |                                    |
| Nicole Powell           | Stany Zjednoczone             | 1  | 2009                                                   |                                    |
| Danielle Adams          | Stany Zjednoczone             | 1  | 2011                                                   |                                    |
| Essence Carson          | Stany Zjednoczone             | 1  | 2011                                                   |                                    |
| Renee Montgomery        | Stany Zjednoczone             | 1  | 2011                                                   |                                    |
| Allison Hightower       | Stany Zjednoczone             | 1  | 2013                                                   |                                    |
| Shavonte Zellous        | Chorwacja                     | 1  | 2013                                                   |                                    |
| Jessica Breland         | Stany Zjednoczone             | 1  | 2014                                                   |                                    |
| Briann January          | Stany Zjednoczone             | 1  | 2014                                                   |                                    |
| Alex Bentley            | Stany Zjednoczone             | 1  | 2015                                                   |                                    |
| Kelsey Bone             | Stany Zjednoczone             | 1  | 2015                                                   |                                    |
| Marissa Coleman         | Stany Zjednoczone             | 1  | 2015                                                   |                                    |
| Jantel Lavender         | Stany Zjednoczone             | 1  | 2015                                                   |                                    |
| Emma Meesseman          | Belgia                        | 1  | 2015                                                   |                                    |
| Plenette Pierson        | Stany Zjednoczone             | 1  | 2015                                                   |                                    |
| Riquna Williams         | Stany Zjednoczone             | 1  | 2015                                                   |                                    |
| Layshia Clarendon       | Stany Zjednoczone             | 1  | 2017                                                   |                                    |
| Tiffany Hayes           | Stany Zjednoczone             | 1  | 2017                                                   |                                    |
| Sugar Rodgers           | Stany Zjednoczone             | 1  | 2017                                                   |                                    |
| Jasmine Thomas          | Stany Zjednoczone             | 1  | 2017                                                   |                                    |
| Elizabeth Williams      | Stany Zjednoczone             | 1  | 2017                                                   |                                    |
| Napheesa Collier        | Stany Zjednoczone             | 1  | 2019                                                   |                                    |
| Diamond DeShields       | Stany Zjednoczone             | 1  | 2019                                                   |                                    |
| Natasha Howard          | Stany Zjednoczone             | 1  | 2019                                                   |                                    |
| Kia Nurse               | Kanada                        | 1  | 2019                                                   |                                    |
| Odyssey Sims            | Stany Zjednoczone             | 1  | 2019                                                   |                                    |
| Erica Wheeler           | Stany Zjednoczone             | 1  | 2019                                                   |                                    |